# Thelma Krug
Thelma Krug (São Paulo, 20 de março de 1951) é uma matemática, professora e pesquisadora brasileira com relevante atuação na área das ciências da Terra e mudanças climáticas. É vice-presidente do IPCC.

## Biografia
Thelma nasceu em 1951, em São Paulo. Neta de alemães e portugueses, ingressou em matemática na Universidade Roosevelt, em Chicago, em 1975, onde defendeu mestrado em Probabilidade e Estatística em 1977. Tem doutorado em Estatística Espacial pela Universidade de Sheffield (1992). Foi pesquisadora visitante do American Institute for Global Change Research, coordenadora da seção brasileira da Sociedade Latino-Americana de Sensoriamento Remoto e Sistemas de Informação Geográfica, uma dos coordenadoras do Large Scale Biosphere–Atmosphere Experiment in Amazonia, membro do Comitê Científico do projeto Land Use/Cover Change do Programa Internacional Geosfera–Biosfera, membro do Conselho Editorial do Journal of Photogrammetry and Remote Sensing, membro do Conselho Consultivo do Grupo para REDD+ no México, membro do Comitê Científico do Emissions Gap Report 2015 do Programa das Nações Unidas para o Meio Ambiente, coordenadora do Sub-Programa de Dados das Florestas Tropicais da International Union of Forestry Research Organizations, e diretora da Escola de Engenharia da Universidade do Vale do Paraíba. Tem grande bibliografia publicada.
Em 1982 passou a fazer parte do quadro de pesquisadores do Instituto Nacional de Pesquisas Espaciais, onde foi chefe da Divisão de Sensoriamento Remoto e coordenadora-geral de Observação da Terra, e atualmente é assessora de Cooperação Internacional. Há muitos anos é uma colaboradora de alto nível do Painel Intergovernamental sobre Mudanças Climáticas (IPCC), participando da elaboração de vários relatórios, sendo co-presidente da Força-Tarefa em Inventários Nacionais de Gases de Efeito Estufa de 2002 até 2015. É coordenadora da Força-Tarefa e membro do Comitê Científico do Painel Brasileiro de Mudanças Climáticas, membro do Conselho de Curadores do Center for International Forestry Research e especialista credenciada da Convenção-Quadro das Nações Unidas sobre Mudança do Clima, assessorando o Ministério das Relações Exteriores nas negociações internacionais.
Ocupou importantes posições no governo. Foi secretária nacional adjunta da Secretaria de Programas e Políticas de Ciência e Tecnologia do Ministério da Ciência, Tecnologia, Inovações e Comunicações, e secretária nacional da Secretaria de Mudança Climática e Qualidade Ambiental. Foi diretora do Departamento de Florestas e de Combate ao Desmatamento do Ministério do Meio Ambiente, sendo uma das responsáveis pela implementação do sistema de monitoramento via satélite do desmatamento da Amazônia (Prodes) e pelo primeiro inventário nacional de emissões de gases estufa. Foi afastada deste cargo em 2017 em virtude de longas divergências com a Secretaria-Executiva, alegando que a pasta não estava informando o público de maneira transparente sobre o desmatamento.
É considerada uma das maiores autoridades mundiais em mudança do clima e florestas. Em 2015 foi eleita para ocupar uma das três vice-presidências do IPCC por representantes dos 195 países membros. Em reconhecimento do seu trabalho recebeu medalha de Honra ao Mérito da Franklin Honor Society, a Ordem do Mérito Cartográfico no grau de cavaleiro da Sociedade Brasileira de Cartografia, o Prêmio Austrich Mission do Diretório do Serviço Geográfico, a Medalha de Alta Distinção da Academia Brasileira de Engenharia Militar, e o Prêmio Globo Faz a Diferença na categoria Sustentabilidade. Foi uma das finalistas do Prêmio Cláudia na categoria Ciência.